# Karin Kessow

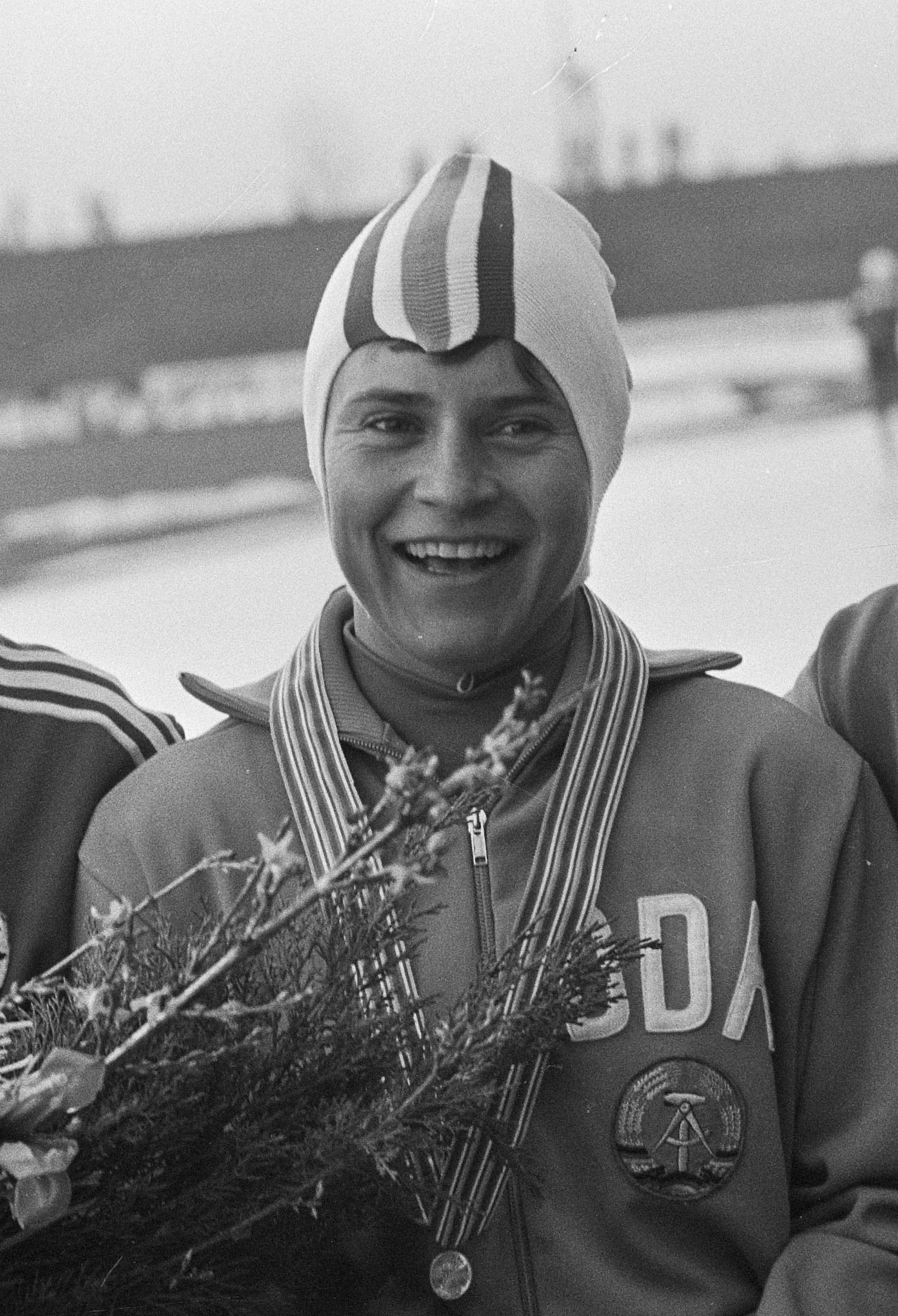
Karin Kessow, 1975

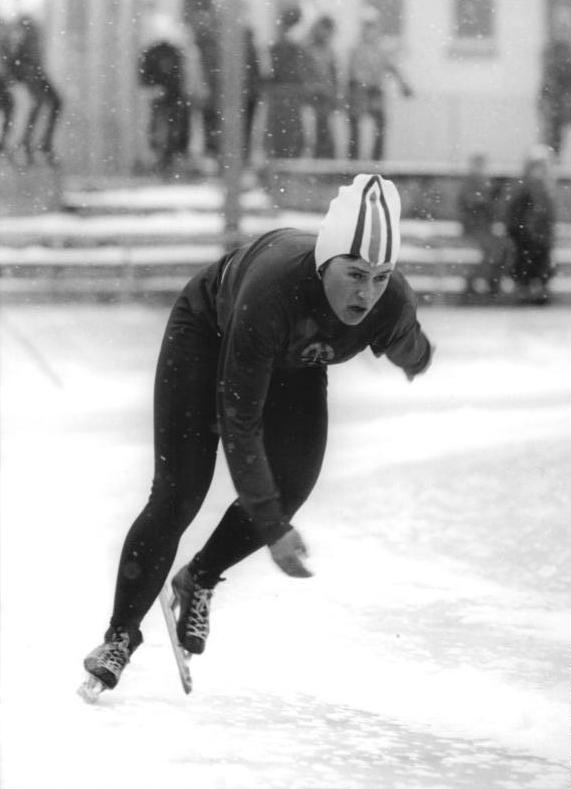
Karin Kessow, 1975

Karin Kessow, verheiratete Karin Drbal (* 8. Januar 1954 in Rostock) ist eine ehemalige deutsche Eisschnellläuferin und jetzige -trainerin. Ihr größter Erfolg war der Weltmeistertitel bei der Eisschnelllauf-Mehrkampfweltmeisterschaft 1975 in Assen.

## Werdegang
Karin Kessow wuchs in Rostock auf und begann als Kind bei der SG Dynamo Rostock-West mit dem Eisschnelllauf.
1970 siegte sie bei der Kinder- und Jugendspartakiade und wurde zum SC Dynamo Berlin delegiert. Hier trainierte
sie zunächst bei Helga Haase. Seit 1972 wurde sie von Joachim Franke trainiert. Bei den DDR-Meisterschaften im Eisschnelllaufen 1972 erreichte sie sowohl über 1500 als auch über 3000 Meter Platz 5.
Bei den DDR-Meisterschaften im Eisschnelllaufen 1974 erreichte sie sowohl im Sprint-Mehrkampf als auch im Großen Mehrkampf Platz 4, ein Jahr später Platz 3 im Sprint-Mehrkampf und Platz 2 im Großen Mehrkampf. Bei den Eisschnelllauf-Mehrkampfweltmeisterschaften im niederländischen Assen 1975 gewann sie den Titel im Großen Mehrkampf. Es war der erste von insgesamt 22 Weltmeisterschaftstiteln für einen von Joachim Franke betreuten Sportler.
Bei den Olympischen Winterspielen 1976 in Innsbruck erreichte Karin Kessow Platz 4 über 3000 Meter und Platz 5 über 1500 Meter, bei der Weltmeisterschaft im gleichen Jahr in Gjøvik kam sie auf Platz 7 im Großen Mehrkampf.
Danach beendete sie ihre aktiven Laufbahn und studierte Sportwissenschaft. Nach ihrem Studium betreute sie als Trainerin den Eisschnelllaufnachwuchs beim SC Dynamo Berlin. Sie ist verheiratet mit Karl-Heinz Drbal, der ebenfalls Eisschnellläufer beim SC Dynamo Berlin war.
Karin Drbal arbeitet als Landesnachwuchstrainerin für den Eisschnelllauf in Berlin.